# Kenya hadereje
Kenya hadereje a szárazföldi haderőből, a légierőből és a haditengerészetből áll.

## Fegyveres erők létszáma
- Aktív: 24 400 fő

## Szárazföldi haderő
Létszám
20 000 fő
Állomány
- 1 páncélos dandár
- 2 gyalog dandár
- 1 önálló gyalogos zászlóalj
- 1 tüzér dandár
- 1 műszaki dandár
- 2 ejtőernyős zászlóalj

Felszerelés
- 78 db harckocsi
- 90 db felderítő harcjármű
- 60 db páncélozott szállító jármű
- 48 db vontatásos tüzérségi löveg

## Légierő
Létszám
3000 fő
Felszerelés
- 29 db harci repülőgép
- 24 db szállító repülőgép
- 34 db harci helikopter
- 13 db szállító helikopter

## Haditengerészet
Létszám
1400 fő
Hadihajók
- 5 db hadihajó